# Ptenomela toulgoeti
Ptenomela toulgoeti är en skalbaggsart som beskrevs av Soula 2006. Ptenomela toulgoeti ingår i släktet Ptenomela och familjen Rutelidae. Inga underarter finns listade i Catalogue of Life.